# El Triunfo (Choluteca)
El Triunfo é uma cidade hondurenha do departamento de Choluteca.